# (21001) Trogrlic
(21001) Trogrlic est un astéroïde de la ceinture principale aréocroiseur.

## Description
(21001) Trogrlic est un astéroïde aréocroiseur. Il présente une orbite caractérisée par un demi-grand axe de 2,33 UA, une excentricité de 0,32 et une inclinaison de 21,5° par rapport à l'écliptique.

## Compléments

### Origine du nom
Il a été nommé, sur proposition d'Alain Maury en l'honneur de sa famille maternelle. La citation originale (en anglais) est :
« The Trogrlic family includes Yvan (1908-1970), Marie (1912-1994) and their children Jean (b. 1934), Emilienne (b. 1935), Yvonne (b. 1937) and Liliane (1938-1972), who are, respectively, grandfather, grandmother, uncle, mother and aunts of the discoverer. »